# Пку (музыкальный инструмент)
Пку (арм. Պկու), паку — армянский духовой музыкальный инструмент с одинарной тростью, изготавливаемый из тростника или ствола абрикосового дерева, и рога молодого быка. Имеет 7 игровых отверстий на верхней стороне трубки и одно на нижней. Звукоряд диатонический в пределах ноны. Инструмент имеет громкое пронзительное звучание, напоминающее зурну или жалейку. Используется пастухами.